# Philodendron utleyanum
Philodendron utleyanum är en kallaväxtart som beskrevs av Thomas Bernard Croat. Philodendron utleyanum ingår i släktet Philodendron och familjen kallaväxter. Inga underarter finns listade.